# هوغو ساليناس برايس
هوغو ساليناس برايس (بالإسبانية: Hugo Salinas Price)‏ هو مسير أعمال مكسيكي، ولد في 19 نوفمبر 1932 في براين أثين في الولايات المتحدة.